# Josef Otisk
Josef Otisk, MBE (30. ledna 1911 Líšeň u Brna – 10. ledna 1986 Brno) byl československý voják a velitel výsadku Wolfram.

## Mládí
Narodil se 30. ledna 1911 v Líšni u Brna. Otec Matouš byl rolník, matka Marie, rozená Šumberová byla v domácnosti. Měl třináct sourozenců.
Absolvoval obecnou školu v Líšni a poté nastoupil na reálné gymnázium v Brně. To však z finančních důvodů v roce 1928 přerušil. Znovu byl přijat v roce 1930 a v roce 1933 odmaturoval. Při základní vojenské službě, kterou nastoupil 1. října 1933 byl odeslán do záložní důstojnické školy. Po jejím absolvování byl převelen k pěšímu pluku do Levoče, poté v Prešově a nato do Bardějova. Od 1. srpna 1934 začal studovat Vojenskou akademii, kterou již v hodnosti podporučíka v srpnu 1936 ukončil. 1. září 1936 nastoupil v hodnosti poručíka k pěšímu pluku v Brně. V roce 1937 absolvoval v Milovicích kurz kanónů proti útočné vozbě. Mobilizaci prodělal v Jihlavě a Telči.
Po odchodu z armády pracoval jako úředník. V roce 1939 se oženil, z manželství se narodily dvě děti.

## V exilu
Dne 4. prosince 1939 s přítelem překročili hranice na Slovensko a přes Maďarsko, Jugoslávii a Turecko se dostal do Francie. 12. ledna 1940 byl prezentován v Agde u československého zahraničního vojska a zařazen k 2. pěšímu pluku. Zúčastnil se bojů o Francii. Po pádu Francie byl evakuován do Anglie.
V Anglii byl povýšen na nadporučíka. Absolvoval autokurz a základní kurz commandos. Již v hodnosti kapitána dále absolvoval parakurz a kurzy velitelů tankových rot a tankové taktiky. Poté byl jmenován zástupcem velitele 3. roty 2. tankového praporu. Do funkce velitele skupiny pro zvláštní úkoly byl vybrán na jaře 1944. Směl si vybrat příslušníky své skupiny. S nimi poté od 15. května do poloviny června 1944 prodělal základní výcvik, parakurz a konspirační kurz. 3. července odletěl do Itálie na vyčkávací základnu.

## Nasazení
Během seskoku 14. září 1944 došlo k rozptylu skupiny a ta se sešla až za několik dní. Se členy výsadku se nejprve skrýval v Kunčicích pod Ondřejníkem a od začátku zimy u svého bratra. Při přesunu ochořel a kvůli nedostatku léků chtěl situaci řešit sebevraždou, v čemž mu Robert Matula zabránil. Skupina pod jeho velením prováděla až do příchodu sovětské armády drobné sabotáže a útoky proti ustupujícím německým jednotkám. Po příchodu RA byl krátce zadržen NKVD.

## Po válce
Po propuštění a ohlášení se na MNO sloužil u II. oddělení hlavního štábu. 23. července 1945 byl povýšen na štábního kapitána a 27. srpna 1945 na majora pěchoty. Od 4. prosince 1945 byl jmenován velitelem 13. tankové brigády a to nejprve v Přáslavicích a poté ve Šternberku. Po únoru 1948 byl nejprve odeslán na dovolenou a 1. října 1948 propuštěn z armády. Pracoval jako zeměměřič a to až do roku 1969, kdy odešel do důchodu. Zemřel 10. ledna 1986.
Dne 16. října 1990 byl in memoriam povýšen na podplukovníka pěchoty.

## Vyznamenání
- 1940 -  Československý válečný kříž 1939
- 1940 -  Řád britského impéria třída Member
- 1944 -  Pamětní medaile československé armády v zahraničí se štítky Francie a Velká Británie
- 1944 -  Československá medaile za zásluhy II. stupně
- 1945 -  druhý Československý válečný kříž 1939
- 1945 -  Československá medaile Za chrabrost před nepřítelem
- 1945 -  Československá medaile za zásluhy I. stupně